# Red ferroviaria de Cataluña
La red ferroviaria de Cataluña es la red de líneas de ferrocarril de la comunidad autónoma de Cataluña. En la actualidad, la red ferroviaria de Cataluña cuenta con líneas de ancho ibérico, ancho internacional y ancho métrico y dos operadoras importantes, RENFE y FGC (Ferrocarriles de la Generalidad de Cataluña). También opera SNCF, operadora estatal de Francia, con conexiones de alta velocidad y en las estaciones transfronterizas.

## Historia[1]
La primera línea de ferrocarril de Cataluña y de la España peninsular (la primera linea de tren fue establecida en Cuba) fue la de Barcelona y Mataró. Fue inaugurada el 28 de octubre de 1848. A partir de ese momento fueron apareciendo más líneas de ferrocarril, al 1868 ya había una línea de tren entre Tarragona y Barcelona, entre Gerona y Barcelona y entre Zaragoza y Barcelona pasando por Lérida. En los años posteriores fueron apareciendo más líneas tanto de pasajeros como de mercancías. En 1927 se electrificaron las primeras líneas férreas, la de Barcelona a Manresa y la de Barcelona a San Juan de las Abadesas. El 10 de agosto de 1919 se inauguró la primera línea fronteriza con Francia, esta iba de Ripoll a Torre de Querol. Durante la guerra civil se daño notablemente toda la infraestructura férrea del estado y al terminar la guerra se decidió unir a todas las empresas en RENFE así como reestructurar y modernizar toda la infraestructura. A partir de 1956 hubo otra reestructuración del sistema, se clausuraron numerosas líneas como el tren de Palamós a Gerona y Bañolas, el tren de San Felíu de Guixols a Gerona, la línea de Olot a Gerona, la línea de Tortosa a La Puebla de Híjar entre otras. En 1979 se creó FGC. En 2003 llegó el primer AVE a Lérida desde Madrid. Este se amplió hasta Barcelona el 2008. 

### Cronología[2]
1854 - Inauguración del ferrocarril de Barcelona a Molins de Rey
1854 - Inauguración del ferrocarril de Barcelona a Granollers
1855 - Fundación de la empresa La Maquinista Terrestre y Marítima (MTM)
1855 - Inauguración del tramo de Moncada a Sabadell del Ferrocarril de Zaragoza
1855 - Constitución de la Compañía del Ferrocarril de Barcelona a Sarriá
1856 - Inauguración del ferrocarril de Tarragona a Reus
1856 - Inauguración del tramo de Sabadell en Tarrasa del Ferrocarril de Zaragoza
1856 - Inauguración del tramo desde Molins de Rey hasta Castellbisbal del Ferrocarril de Barcelona a Martorell
1860 - Inauguración del tramo hasta Lérida del Ferrocarril de Zaragoza
1862 - primer tren en Gerona los Caminos de Hierro de Barcelona a Gerona
1863 - Inauguración del Ferrocarril de Sarriá
1875 - Inauguración del tramo Granollers a Vich del Ferrocarril y minas de San Juan de las Abadesas
1875 - Fundación la compañía Compañía de los ferrocarriles de Tarragona a Barcelona y Francia (TBF)
1878 - Inauguración de la llegada del ferrocarril en Port-Bou y el enlace internacional a mano de TBF
1878 - Inauguración de las líneas de tren entre Barcelona y París, Lyon, Burdeos y Marsella
1879 - Inauguración de la línea de tranvía de vapor entre Barcelona y San Andrés de Palomar
1880 - Inauguración del tramo hasta Ripoll del Ferrocarril y minas de San Juan de las Abadesas
1881 - Inauguración del Ferrocarril de Valls a Villanueva y Geltrú y Barcelona
1882 - Inauguración de la zanja en la calle Aragón de Barcelona, permitiendo unir las Redes de Francia y Tarragona de TBF
1887 - Inauguración del tren de Palamós a Gerona
1892 - Inauguración del tren de San Felíu de Guixols a Gerona
1892 - Inauguración del Cremallera de Montserrat
1892 - Inauguración del ferrocarril entre Igualada y Martorell
1894 - Inauguración del ferrocarril directo a Madrid de TBF
1895 - Inauguración del tramo entre Salt y Amer, el primer del tren de Olot
1898 - Fusión de TBF por parte de la castellana MSA
1905 - Inauguración del tren de Mollerusa a Balaguer, impulsado por la Sociedad General Azucarera
1906 - Electrificación y estrechamiento de vía del Ferrocarril de Sarriá
1906 - Inauguración del funicular de Vallvidrera, el primer funicular eléctrico
1908 - Aprobación de la ley de ferrocarriles secundarios y estratégicos
1917 - Inauguración el tramo de Sarriá a Les Planes y San Cugat del Vallés de Ferrocarriles de Cataluña S.A.
1918 - Fundación de la Sección de Ferrocarriles Secundarios de la Mancomunidad
1919 - Inauguración del tramo de San Cugat del Vallés a Tarrasa de FCC
1922 - Inauguración del tramo de San Cugat del Vallés a Sabadell de FCC
1922 - Inauguración de la totalidad del ferrocarril de Ripoll a Puigcerdá
1924 - Inauguración del tramo Lérida a Balaguer del tren de la Puebla
1924 - Inauguración del Gran Metropolitano de Barcelona
1924 - Inauguración del tramo Martorell a Manresa de la Compañía General de los Ferrocarriles Catalanes
1926 - Inauguración Ferrocarril Metropolitano Transversal de Barcelona
1927 - Inauguración del tren de Tortosa a La Cava, El Carrilet de la Cava
1928 - Electrificación de las líneas de San Juan de las Abadesas y de Manresa de Ferrocarriles del Norte
1931 - Inauguración del Cremallera de Nuria
1932 - Inauguración de la Estación de Plaza de Cataluña conjunta entre metro y Ferrocarriles del Norte
1941 - Nacionalización de las compañías de ancho ibérico en España, pasan a formar parte de la Red Nacional de los Ferrocarriles Españoles (RENFE)
1951 - Inauguración del tramo hasta Puebla de Segur del tren de la Puebla por parte de RENFE
1956 - Clausura del tren de Palamós a Gerona y Bañolas
1956 - Clausura del Cremallera de Montserrat
1956 - Electrificación del "ocho catalán"
1969 - Clausura del tren de San Felíu de Guixols a Gerona
1969 - Clausura del tren de Olot a Gerona
1971 - Clausura de la red de Tranvías de Barcelona
1973 - Clausura del tramo de Tortosa a La Puebla de Híjar en Aragón
1975 - Nueva línea entre Barcelona y el Aeropuerto del Prat
1977 - Entrada en funcionamiento de la totalidad del desdoblamiento la línea de Barcelona-Port-Bou
1979 - Constitución de los Ferrocarriles de la Generalidad de Cataluña (FGC)
1980 - Dejan de circular trenes entre Ripoll y San Juan de las Abadesas
1981 - Electrificación de la línea de Manresa a Lérida
1982 - Entrada en funcionamiento de la línea de El Papiol a Mollet del Vallès, sólo de mercancías
1985 - Cierre del tramo de Ripoll a San Juan de las Abadesas
1992 - Clausura del tramo de Roda de Bará a Reus
1993 - Supresión de los trenes postales
1999 - Electrificación del tramo de Martorell a Igualada de FGC
2003 - Reapertura del Cremallera de Montserrat
2003 - Inauguración de la línea del Tren de Alta Velocidad (AVE) entre Lérida y Madrid
2004 - Disolución de la RENFE y reparto de sus activos en dos entes: Adif (infraestructuras) y Renfe Operadora (explotación)
2005 - Traspaso de la Línea Lérida-Puebla de Segur a Ferrocarriles de la Generalidad de Cataluña
2008 - Conexión por AVE entre Barcelona y Madrid
2013 - Inauguración del tramo de AVE entre Barcelona y Figueras que completa la conexión europea al enlazar con la red de alta velocidad francesa
2020 - Clausura de parte de la línea de ancho ibérico Barcelona-Valencia entre Salou, Cambrils y Hospitalet del Infante

## Características de la red ferroviaria

### Anchos de vía
- Ancho de vía ibérico (1668 mm) en las líneas ferroviarias de Renfe Cercanías y FGC (Lérida- Puebla de Segur).
- Ancho de vía internacional (1435 mm) en las nuevas líneas de alta velocidad y Metro del Vallés.
- Ancho de vía métrico (1000 mm) en la línea Llobregat-Anoia, de FGC.
- Ancho de vía mixto (1668/1435 mm)
- Ancho de vía de tren turístico (600 mm) en la línea de ferrocarril turístico del Alto Llobregat

### Tipos de vía
- Vía única no electrificada.
- Vía única electrificada.
- Vía doble electrificada.
- Vía triple electrificada.

La mayoría de las líneas de ferrocarril están electrificadas.

### Material rodante
- RENFE Cercanías: 463/464/465, 447, 450/451
- RENFE Media Distancia: 449
- FGC: 213, Serie 331(Línea Lérida-Puebla de Segur)

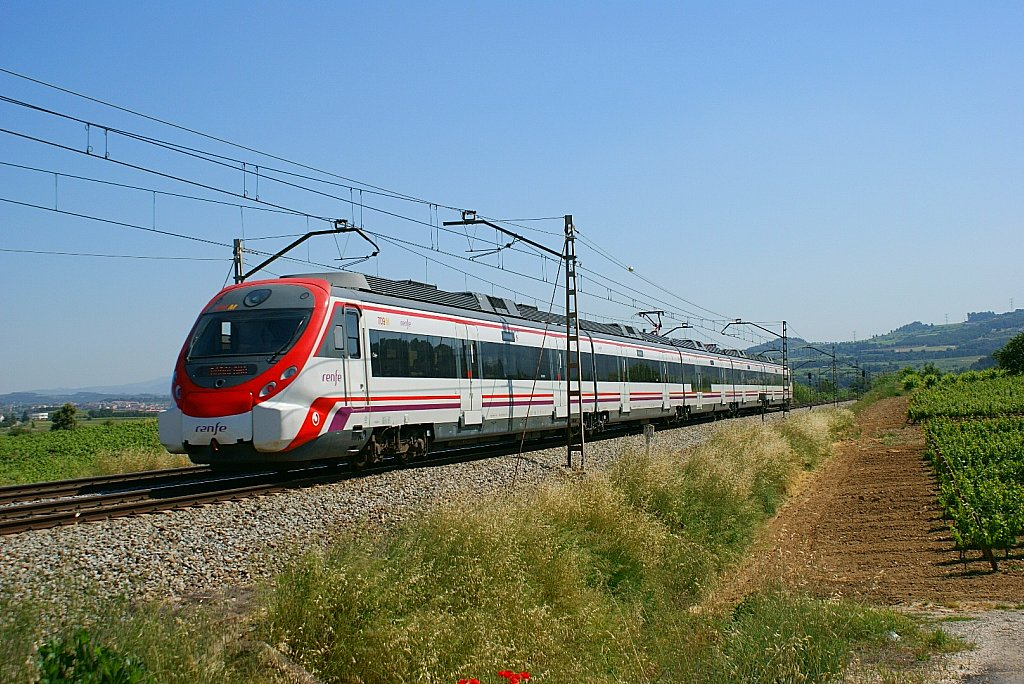
RENFE Cívia

### Infraestructura ferroviaria
| Operador | Infraestructura | Ancho ibérico | Ancho internacional     | Ancho métrico | Estaciones |
| -------- | --------------- | ------------- | ----------------------- | ------------- | ---------- |
| ADIF     | 831 km          | 463 km        | -                       | -             | 134        |
| ADIF     | 831 km          | -             | 368 km (Alta Velocidad) | -             | 5          |
| FGC      | 271 km          | 89 km         | 42 km                   | 140 km        | 89         |
| Total    | 1.102 km        | 552 km        | 410 km                  | 140 km        | 228        |

## Servicios

### Servicios regionales
- Cercanías de Barcelona
  - Rodalies de Barcelona (RENFE): R1, R2Nord, R2, R2Sud, R3, R4, R7, R8
  - FGC: 
    - Línea Barcelona-Vallés: S1, S2, S5, S6, S7
    - Línea Llobregat-Anoia: S3, S4, S8, S9, R5, R6, R50, R60

Plano líneas

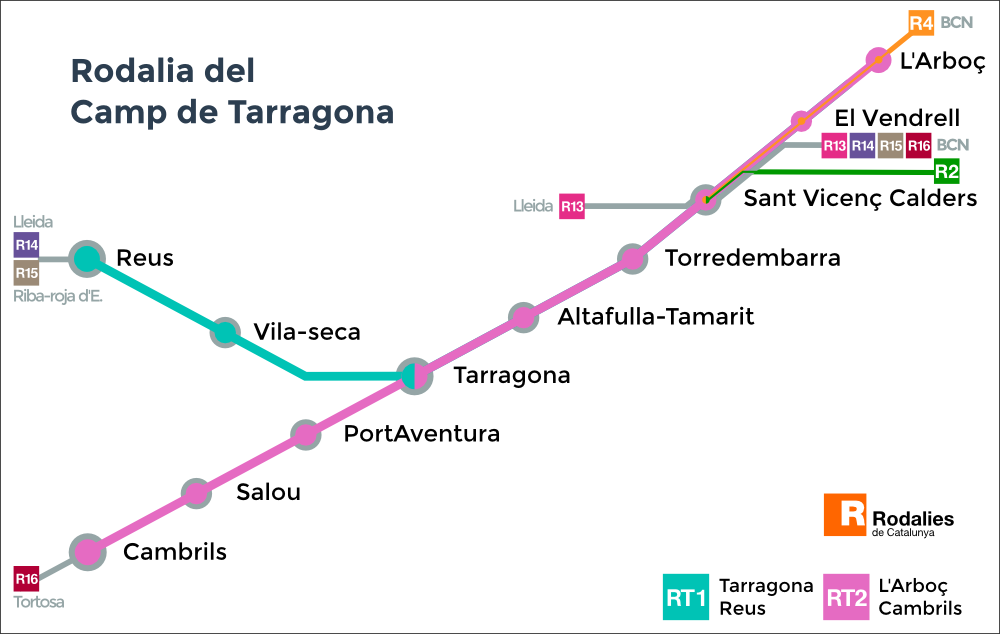
Plano líneas

Plano líneas

- Cercanías de Tarragona:
  - RENFE: RT1, RT2

- Cercanías de Gerona
  - RENFE: RG1

- Cercanías de Lérida
  - RENFE: RL3, RL4
  - FGC: RL1, RL2

### Servicios de media distancia
- RENFE Avant: Barcelona-Sants - Campo de Tarragona - Lérida Pirineos, Barcelona-Sants - Gerona - Figueras-Vilafant, Barcelona-Sants - Campo de Tarragona - Cambrils - Hospitalet del Infante - Aldea-Amposta-Tortosa - Tortosa
- RENFE Regional: 32/R16, R-17, 33/R11, 34, 35/R12, 35/R13, 35/R14, 36/R15, 38, 50

### Otro tipo de servicios
| Operador                                 | Líneas                                            | Infraestructura | Estaciones |
| ---------------------------------------- | ------------------------------------------------- | --------------- | ---------- |
| Metro de Barcelona                       | L1, L2, L3, L4, L5, L6, L7, L8, L9, L10, L11, L12 | 166 km          | 187        |
| Tram de Barcelona                        | T1, T2, T3, T4, T5, T6                            | 46 km           | 55         |
| Cremallera de Montserrat                 | 1                                                 | 5 km            | 3          |
| Cremallera de Nuria                      | 1                                                 | 12,5 km         | 4          |
| Ferrocarril Turístico del Alto Llobregat | 1                                                 | 3,5 km          | 4          |

## Estaciones[3]

### Estaciones más importantes
| Estación          | Ciudad    | Servicios | Pasajeros  |
| ----------------- | --------- | --- | ---------- |
| Barcelona Sants   | Barcelona | R1, R2, R3, R4 R11, R12, R13, R14, R15, R16 Intercity, Avant, MD 34 AVE, TGV, Alvia, Euromed, AVLO, OUIGO Metro de Barcelona: L3, L5 | 43,615,824 |
| Plaza de Cataluña | Barcelona | R1, R3, R4 R12 FGC: Línea Barcelona-Vallés: S1, S2, S5, S6, S7 Metro de Barcelona: L1, L3, L6, L7                                    | 19,249,721 |
| Paseo de Gracia   | Barcelona | R2 R11, R13, R14, R15, R16 Metro de Barcelona: L2, L3, L4                                                                            | 12,097,587 |
| Clot-Aragón       | Barcelona | R1, R2 R11 Metro de Barcelona: L1, L2                                                                                                | 7,335,249  |
| Arco de Triunfo   | Barcelona | R1, R3, R4 RG1, R12 Metro de Barcelona: L1                                                                                           | 7,086,280  |

### Estaciones de alta velocidad
| Estación                         | Ciudad    | Servicios | Pasajeros  |
| -------------------------------- | --------- | --- | ---------- |
| Barcelona Sants                  | Barcelona | R1, R2, R3, R4 R11, R12, R13, R14, R15, R16 Intercity, Avant, MD 34 AVE, TGV, Alvia, Euromed, AVLO, OUIGO Metro de Barcelona: L3, L5 | 43,615,824 |
| Estación de Gerona               | Gerona    | RG1 33/R11, Avant AVE, TGV | 2.500.000  |
| Estación de Campo de Tarragona   | Tarragona | Avant, Euromed, Intercity AVE, Alvia, OUIGO, AVLO                                                                                    | 900.000    |
| Estación de Lérida Pirineos      | Lérida    | RL1, RL2 35/R12, 35/R13, 35/R14, 36/R15, 38, Avant AVE, Alvia, AVLO                                                                  | 1.500.000  |
| Estación de Figueras-Vilafan     | Figueras  | Avant AVE, TGV | -          |
| Estación de Barcelona la Sagrera | Barcelona | - | -          |

## Nuevas infraestructuras
Barcelona la Sagrera
Barcelona la Sagrera será la estación más importante de Barcelona junto a la de Sants. La estación contará con 8 vías de ancho UIC para trenes de Alta Velocidad (AVE, Avant, TGV, Alvia y Euromed) y 8 vías de ancho ibérico para los servicios de Rodalies de Catalunya, Regionales/Media Distancia y Larga Distancia. Está ubicada en el barrio de La Sagrera, entre los distritos barceloneses de San Andrés y San Martín y, una vez finalizada su construcción, será la mayor infraestructura ferroviaria de Cataluña.Se iniciaron las obras el 2009, tras varios cambios de fechas, está previsto que acaben en 2027.
Corredor mediterráneo
El Corredor Mediterráneo es un conjunto de líneas ferroviarias que son la parte española del Corredor Mediterráneo europeo y que se sitúan en el este de España. Están destinadas al transporte de pasajeros y mercancías y discurren principalmente en paralelo a la costa mediterránea. Su recorrido cubre las comunidades autónomas de Cataluña, la Comunidad Valenciana, la Región de Murcia y Andalucía. Debido a su conexión con las líneas de alta velocidad europeas y su interoperabilidad con los principales puertos españoles, constituye uno de los ejes ferroviarios más importantes a nivel económico y comercial del país.
Eje Transversal Ferroviario de Cataluña
El Eje Transversal Ferroviario (Eix Transversal ferroviari en catalán), será una línea de ferrocarril de alta velocidad de tráfico mixto de mercancías y de viajeros (velocidad máxima para viajeros del orden de 220 km/h), que unirá Lérida con Gerona. La línea se encuentra en fase de estudio (2011) y tendrá unos 233 km, este proyecto está recogido en el Plan de infraestructuras del transporte de Cataluña (2006-2026) de la Generalidad de Cataluña.
Línea orbital ferroviaria
La línea orbital (en catalán línia orbital) es un proyecto ferroviario definido por el plan de infraestructuras de Cataluña (PITC), pensado a largo plazo (2026). La línea orbital también es conocida como el cuarto cinturón ferroviario y enlazará con trenes de cercanías Villanueva y Geltrú con Mataró mediante un trazado de 119 kilómetros.
TramCamp
El TramCamp o Tranvía del Campo de Tarragona es un proyecto ferroviario que plantea construir un tranvía o tren tranvía en la zona del Campo de Tarragona que uniría Tarragona, el aeropuerto, Reus, Vilaseca, Salou y Cambrils. Tendría un ramal de 23 km con 22 o 23 paradas entre Tarragona, Salou y Cambrils; un segundo ramal de 24 km y 22 o 23 paradas entre Reus, Vilaseca y Cambrils y un último entre Tarragona y Reus de unos 23 km y 21 o 24 paradas.
Tren Tram del Bages
El Tren-tram del Bages es un proyecto ferroviario en la comarca catalana del Bages. Actualmente está en estudio informativo. La nueva línea tendría 34,4 km de longitud, de los cuales 25 km de vías serían reutilizados de las líneas de mercancías de FGC y 9,4 km serán de nueva construcción. Tendría 25 estaciones y uniría principalmente las localidades de Manresa, Sallent y Suria. 
Tram Gavarres
Es un proyecto de una línea de tren circular en Gerona. Tendría un total de 18 estaciones y una velocidad operativa de no más de 120 km/h.
Tren a Andorra
El proyecto ferroviario prevé unir San Julián de Loria con Barcelona a partir del tramo de vía que hay actualmente entre la capital catalana y Puigcerdá. En total, el nuevo ramal ferroviario hasta Andorra, con una línea de vías, tendría una longitud de 59 kilómetros que se podría construir en un plazo aproximado de un año.
Otro proyecto es el que une Baqueira con Andorra. El coste de la línea que conectase España con la primera parada en Andorra sería de unos 220 millones de euros. Luego habría que sumar el coste de continuar el tendido con paradas en Anserall, San Julián de Loria, Santa Coloma, Andorra la Vieja, Las Escaldas-Engordany y finalmente en Encamp, donde tendría un hipotético enlace con la línea que llegaría desde Francia en caso de que también se construya.